# Friedrich Adolph Müller
Friedrich Adolf Müller-Uri (1838–1879) byl německý optik a zakladatel německé firmy na výrobu očních protéz.
Během roku 1860 založil firmu na výrobu očních protéz, která sídlila v Lauscha v Německu. V roce 1868 vyvinul, ve spolupráci s Christianem Müllerrem-Pathle a svou sestřenicí Ludwig Muller-Uri (1811-1888), nový materiál – kryolitové sklo - pro výrobu očních protéz.
V roce 1872 na žádost Alexandera Pagenstechera a Hermanna Pagenstechera přestěhoval firmu do Wiesbadenu, kde sídlila v Taunusstraße 44. Tato firma, pod názvem F.AD.MÜLLER SÖHNE OHG existuje dodnes.
V roce 1887 profesor Theodor Saemisch z Bonnu požádal o výrobu tenké skleněné skořápky pro pravé oko pacienta, který přišel o oční víčko při léčbě rakoviny. Druhé jeho oko osleplo vlivem šedého zákalu. Müllerova firma vyrobila skleněnou skořápku, která přiléhala na oko a v oblasti rohovky mělo průhlednou část. V oblasti bělimy byla neprůhledná s umělým žilkováním, tak se zakrývalo zarudnutí oka po podráždění cizím tělesem. Pacient používal takovéto první kontaktní čočky až do své smrti v roce 1907. Životnost čoček byla 12 – 18 měsíců.
Friedrich Adolf Müller-Uri měl dva syny - Friedricha Antona Müllera-Uri (1862-1939) a Alberta Carla Müllera-Uri (1864-1923), kteří pokračovali ve vedení firmy založené otcem.